# 山口市立阿東中学校
山口市立阿東中学校（やまぐちしりつ あとうちゅうがっこう）は、山口県山口市阿東地福上にある公立中学校。

## 概要
大蔵ヶ岳の麓、地福地区の中心部にある中学校で、標高270mに位置している。学区は阿東生雲東分・阿東篠目・阿東地福上・阿東地福下・阿東生雲西分・阿東生雲中・阿東蔵目喜としており、面積は190平方キロメートルと県内有数の広さを誇る。
現行の阿東中学校は2代目で、2004年に旧阿東中学校と生雲中学校を統合して開校した。旧阿東中学校は1968年、当地に位置していた「地福中学校」と篠目92番地に位置していた「篠生中学校」を統合して開校した学校で、生雲中学校は第二次世界大戦後の学制改革時に開校した長い歴史を有する学校であった。
校歌および校旗は旧阿東中学校のものを使用している。校歌は旧阿東中学校開校時に制定され、岡田岩吉が作詞し、阿武郡出身の作曲家・片山正見が作曲した。歌は3部で構成され、1部と2部は十種ヶ峰や長門峡といった阿東地域にある名所が主題となっている。

## 沿革

### 旧・阿東中学校
- 1967年（昭和42年）10月6日 - 町議会にて地福中学校と篠生中学校の統合が決定[8]。
- 1968年（昭和43年）
  - 3月 - 屋内運動場を落成[1]。
  - 4月1日 - 地福中学校と篠生中学校を統合し、「阿東町立阿東中学校」として地福中学校跡地に開校[9]。
  - 4月9日 - 校歌を制定（作詞：岡田岩吉、作曲：片山正見）[10]。
  - 5月4日 - PTAを結成[11]。
- 1988年（昭和63年）1月 - 新校舎を落成[1]。
- 1995年（平成7年）5月21日 - 平成6年度全日本学校関係緑化コンクールにて国土緑化推薦機構理事長賞を受賞[12]。

### 新・阿東中学校
- 2004年（平成16年）
  - 4月1日 - 阿東中学校と生雲中学校を統合し、新制の阿東町立阿東中学校として開校[4]。
  - 4月 - 統合記念式を挙行[4]。
  - 山口県教育委員会より少人数学級研究指定校に指定[13]。
- 2005年（平成17年） - 校訓「一日一進」を制定[13]。
- 2006年（平成18年）
  - 文部科学省よりコミュニティ・スクール調査研究校に指定（翌年度まで）[13]。
  - 11月 - 第21回国民文化祭にて和太鼓を演奏[13]。
- 2007年（平成19年） - 県内3校目となるコミュニティ・スクールに指定（2009年度まで）[13]。
- 2010年（平成22年）
  - 1月16日 - 山口市への編入合併に伴い、「山口市立阿東中学校」に改称[13]。
  - 市教育委員会よりコミュニティ・スクールに指定[13]。
  - 8月3日 - 第26回中国中学校剣道選手権大会の女子団体戦の部にて第3位に入賞[14]。
- 2011年（平成23年）10月11日 - 第66回国民体育大会の閉会式に合唱隊が演奏[13]。
- 2013年（平成25年） - コミュニティルームを設置[13]。
- 2015年（平成27年） - 体育館を改修[13]。
- 2018年（平成30年）
  - 平成30年度子供の読書活動優秀実践校として、文部科学大臣賞を受賞[15]。
  - プールを改修[13]。

## 教育目標
- 夢や目標に向かって努力し、人との関わりを大切にしながら、ふるさとに貢献する阿東の子の育成[16]

## 部活動

### 運動部
2022年からは土曜日の活動を地域のスポーツ団体「コミュニティスポーツクラブあとう」へ委託しており、2026年度からは平日分も委託させる予定である。
- 軟式野球部
- ソフトテニス部
- 剣道部
- 卓球部

### 文化部
- 総合文化部

出典：

### 廃止した部
- バレーボール部[20][18]
- 音楽部[20][18]

## 施設概要
主な施設を掲載。
- 校舎（2,742 m2） - 1988年落成の鉄筋コンクリート造2階建て[1]
- 屋内運動場（708 m2） - 1968年落成の鉄骨造平屋建て[1]
- プール - 1967年度落成[1]
- 校庭
- テニスコート

## 学区
- 山口市阿東生雲東分
  - 字持坂東、字持坂西、字開敷、字牛人屋、字上三谷、字三谷市、字下三谷、字榎谷、字渡川、字築地、字千頭、字大野、字御堂原
- 山口市阿東篠目
  - 字親睦、字橋本、字細野、字田代、字中郷、字上中郷、字見附、字文珠
- 山口市阿東地福上
  - 字山田、字赤根屋、字店屋、字的場、字笠石、字岡、字市、字用路、字惣原
- 山口市阿東地福下
  - 字南界、字若小幡、葉ッ久、字桜乃里、字名草、字鷹の巣、字荒瀬、字向原、字上杉原、字下杉原、字田代
- 山口市阿東生雲西分
  - 字田野上、字田野中、字田野下、字矢柱、字正地、字中河内、字姥金、字古市
- 山口市阿東生雲中
  - 字相上、字栄町、字本町、字上新町、字下新町、字中村、字寺田、字本郷、字天子上、字天子中、字天子下、字開作
- 山口市阿東蔵目喜
  - 字町、字成谷、字銅、字須之原、字白井谷、字野地、字大山、字赤釜

出典：

## 進学前小学校
- 山口市立さくら小学校（山口市阿東地福下）
- 山口市立生雲小学校（山口市阿東生雲中）

出典：

## アクセス

### 鉄道
- 地福駅（JR西日本・山口線）から徒歩で約13分

### バス
- 「地福市」バス停（山口市阿東生活バス）から徒歩で約3分

## 周辺
- 地福郵便局
- 金平神社
- 山口市阿東地域交流センター地福分館